# Upplands runinskrifter 755
Upplands runinskrifter 755, Kälstastenen, är en runsten som står uppställd vid Kälsta gård i Litslena socken, intill kanten av landsvägen mellan Härkeberga kyrka och Skolsta. Inskriften lyder i översättning:

## Inskriften
Translitterering av runraden:
+ lis(m)[a]--... auk + tuki + rastu × stain + (þ)i(n)a + aftir + akaut + bu(k)i + i + k[a](l)[staþ](u)m
Normalisering till runsvenska:
Liðsma[ndr](?) ok Toki ræistu stæin þenna æftiʀ Agaut. Byggi i Kælsstaðum.
Översättning till nusvenska:
Lidsman(?) och Toke reste denna sten efter Agöt. Han bodde i Kälsta.

## Beskrivning
Stenen är av granit. med en höjd av 1,8 meter och en bredd av 1,9 meter. Runhöjden är 10 centimeter. Ritningsytan är knottrig och ojämn. På 1860-talet skrev Richard Dybeck om U 755: "Runstenen står mellan Litslena och Herkeberga kyrka, så nära vägkanten invid Kälstad, att en del af nedre ristningen blifvit förstörd".
Korset på stenen visar att Ågöt var kristen. Namnet Ågöt förekommer inte i något annat material (vare sig runinskrifter eller medeltida källor), Lidsman är likaså det sällsynt men det kan vara fråga om samme man som nämns på en runsten U 1160 i det närbelägna Simtuna. Inskriften är det första belägget av ortnamnet Kälsta. Ristningens stil anses påminna om andra ristningar av runmästaren Erik, varför denne anses vara upphovsman.

## Bilder

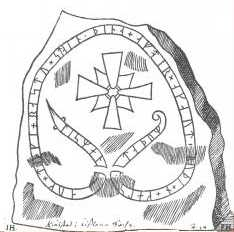
U 755 avritad av Johan Hadorph och Petrus Helgonius.
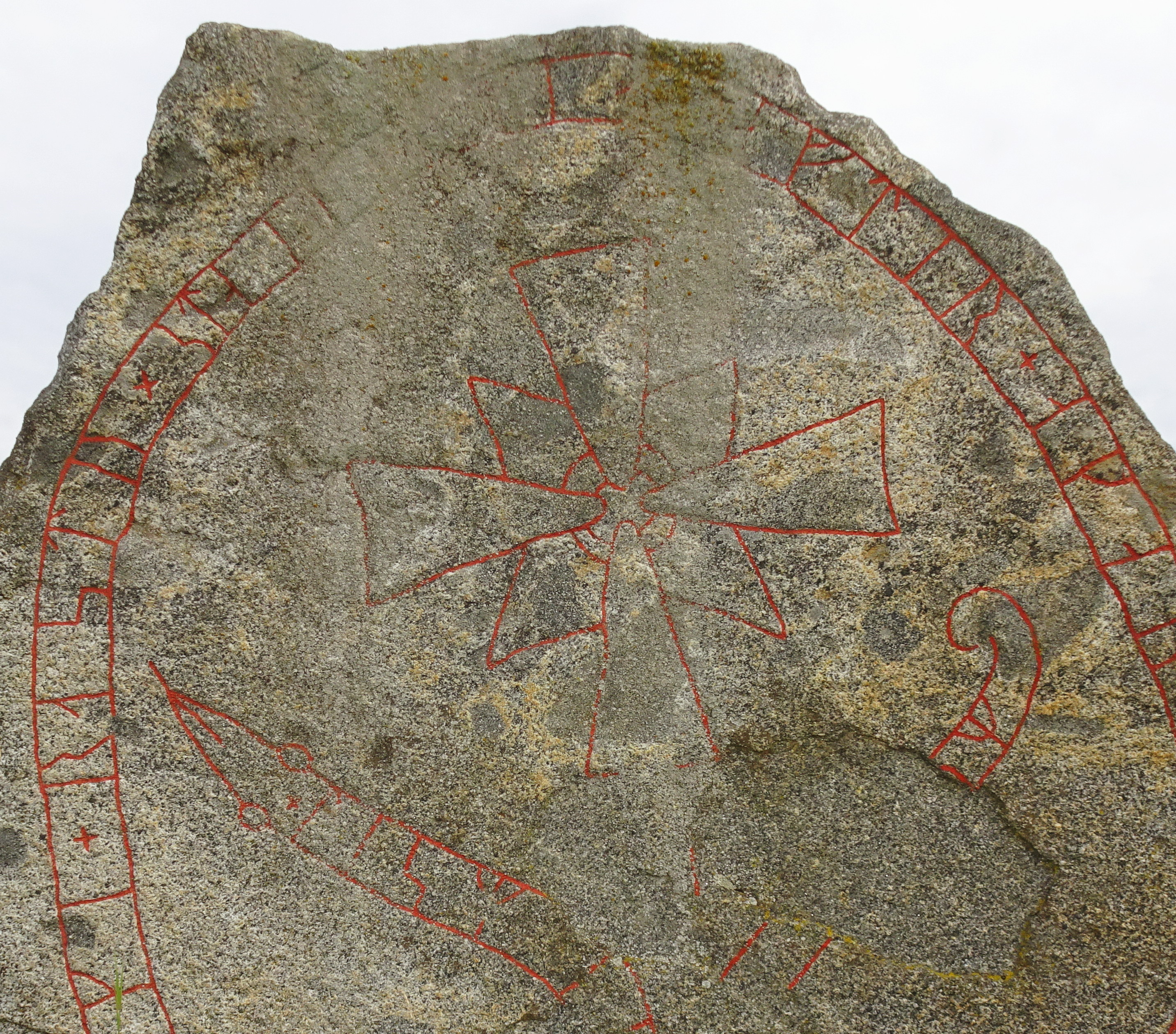
Detalj av korset och ormhuvudet